# Tibiotrichius dombrowskii
Tibiotrichius dombrowskii är en skalbaggsart som beskrevs av Nonfried 1906. Tibiotrichius dombrowskii ingår i släktet Tibiotrichius och familjen Cetoniidae. Inga underarter finns listade i Catalogue of Life.